# Dandaeogeori (métro de Séoul)
Dandaeogeori  (en coréen : 단대오거리역) est une station de passage de la ligne 8 du métro de Séoul. Elle est située, 2458 Sinheung 2-dong, dans l'arrondissement de Sujeong-gu, sur le territoire de la ville de Seongnam, située au sud-est de Séoul, en Corée du Sud.

## Situation sur le réseau

Plan du réseau (2023)